# Chimborazo
Per a d'altres accepcions de Chimborazo vegeu Chimborazo (desambiguació)
El Chimborazo és un volcà extint de l'Equador, a la serralada dels Andes. És la muntanya més alta de l'estat, amb 6.263,47 metres d'altura i està situada a només 160 km al sud de la línia equatorial. Sovint és anomenat Taita Chimborazo, que significà 'pare Chimborazo' en quítxua.
Precisament, pel fet que la Terra està més eixamplada a la zona equatorial, el cim del Chimborazo és el punt més allunyat del centre de la Terra (6.384.415,98 m), malgrat que, mesurat des del nivell del mar, les muntanyes més altes són les de l'Himàlaia.
El 1802, el baró Alexander von Humboldt, acompanyat d'Aimé Bonpland i l'equatorià Carlos Montúfar, n'intentà l'ascensió, però el grup hagué de tornar quan estava ja a 5.875 m a causa del soroche ('el mal d'altura'). La primera ascensió, la realitzà Edward Whymper l'any 1880, amb els germans Louis i Jean-Antoine Carrel. El mateix any, Whymper repetí l'ascensió per una via diferent, acompanyat dels equatorians David Beltrán i Francisco Campaña.